# Benjamin Antier
Benjamin Antier (* 28. März 1785 in Paris; † 25. April 1870 ebenda) war ein Autor des französischen Boulevardtheaters.

## Leben und Werk
Benjamin Chevrillon schrieb unter dem Pseudonym Benjamin Antier von 1818 bis 1848 allein oder mit anderen rund 100 melodramatische Boulevardstücke. Berühmt wurde das 1823 uraufgeführte als Rührstück gedachte Drama L’Auberge des Adrets. Dessen Hauptperson, der Bandit Robert Macaire, verkehrte der geniale Schauspieler Frédérick Lemaître in einem interpretativen Geniestreich ins Komische und machte es zu einem solchen Lacherfolg, dass mehrere Fortsetzungen verfasst wurden, Honoré Daumier seine Karriere als Karikaturist in der satirischen Zeitschrift Le Charivari mit 100 Darstellungen des Robert Macaire begann, Heinrich Heine von „Macairianismus“ sprach und Gustave Flaubert von der Figur sagen konnte, sie sei das größte Symbol der Epoche.